# Muradbəyli (Sabirabad)
Muradbəyli è un comune dell'Azerbaigian situato nel distretto di Sabirabad. Conta una popolazione di 574 abitanti.